# Cadenet (trobador)
Cadenet és el nom amb què és conegut un trobador que compongué la seva obra en la primera meitat del segle xiii en l'entorn de la cort de Raimon V de Tolosa. Segons Martí de Riquer, la seva vida es podria situar dins del període que va de 1166 a 1239.

## Vida
Es conserva una vida de Cadenet a la qual els occitanistes donen un cert crèdit. S'hi explica que, essent un nen, fill d'un pobre cavaller, el castell de Cadenet fou arrasat per les hosts Raimon V de Tolosa, el seu pare mort, i ell fou portat per un cavaller anomenat Guillem de Lantar com a ostatge a la cort de Tolosa. Allà hi destacà pels seus dots com a compositor i gaudí de la protecció d'alguns nobles. Després de la Croada contra els albigesos, sembla que Cadenet fugí a la península Ibèrica, on exercí una certa influència literària a la cort d'Alfons X de Castella. Segons la vida, ingressà a l'orde de l'Hospital fins a la fi dels seus dies.

## Obra
Es conserven 25 composicions seves. La majoria són cançons, però cal destacar una alba, un partiment, una pastorel·la i un sirventès.
De l'alba, S'anc fui belha ni prezada, un diàleg entre la dama i el gaita, se'n conserva la música i el seu estrofisme influí sobre una cantiga (la 340) d'Alfons X el Savi.
La primera edició moderna de Cadenet fou obra de Carl Appel. N'existeix una edició més moderna de Josef Zemp.

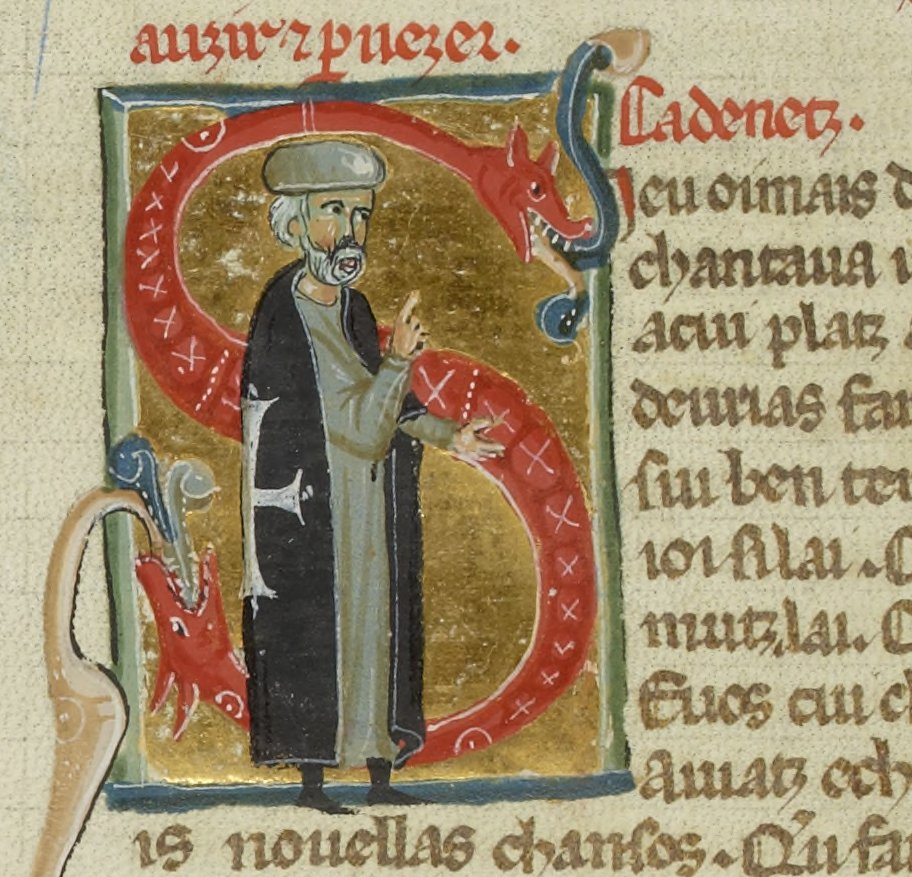
BnF ms. 854 fol. 113v, cançoner I

### Llistat de composicions

#### Alba
- (106,14)[5] S'anc fui belha ni prezada

#### Cansós
- (106,1) Ab leial cor et ab humil talan
- (106,2) A! cu⋅m dona ric coratge
- (106,3) A home meilz non vai
- (106,4) Az ops d'una chanso faire
- (106,5) Ai, dousa flors ben olenz
- (106,6) Aitals cum ieu seria
- (106,7) Amors, e com er de me?
- (106,8) Ans que⋅m jauzis d'amor
- (106,10) Be volgra, s'esser pogues[6]
- (106,12) Camjada s'es m'aventura
- (106,13) De nuilla re non es tant grans cartatz
- (106,16) Meravilh me de tot fin amador
- (106,17) No sai qual cosselh mi prenda
- (106,18) Oimais m'auretz avinen
- (106,18a) Plus que la naus qu'es en la mar prionda
- (106,19) Pos jois mi met en via
- (106,20) S'ieu ar endevenia
- (106,21) S'ieu ueimais deserenan
- (106,22) S'ieu pogues ma voluntat
- (106,23) S'ie⋅us essai ad amar
- (106,25) Tals renha dezavinen

#### Partimen
- (106,11 = 238,1) Cadenet, pros dona e gaia [amb un tal Guionet[7]]

#### Pastorela
- (106,15) L'autrier, lonc un bosc fullos

#### Sirventes
- (106,24) S'ieu trobava mon compair' en Blacatz

### Edicions
- Appel, Carl (ed.), Der Trobador Cadenet, Halle a.S. 1920 (Reimpressió: Ginebra 1974)
- Zemp, Josef (ed.), Les poésies du troubadour Cadenet: édition critique avec introduction, traduction, notes et glossaire. Berna: Peter Lang, 1978

### Repertoris
- Pillet, Alfred, Bibliographie der Troubadours... ergänzt, weitergeführt und herausgegeben von Dr. Henry Carstens. Halle: Niemeyer, 1933 [Cadenet és el trobador PC 106]
- Favati, Guido (editor), Le biografie trovadoriche, testi provenzali dei secc. XIII e XIV, Bologna, Palmaverde, 1961, p. 330
- Martí de Riquer, Vidas y retratos de trovadores. Textos y miniaturas del siglo XIII, Barcelona, Círculo de Lectores, 1995 p. 267-269 [Reproducció de la vida, amb traducció a l'espanyol, i miniatures dels cançoners A, I i K]